# 雪ふらばふれふらばふれ
雪ふらばふれ （ゆきふらばふれ） は旧制第一高等学校の最初期の寮歌。狭義の意味での寮歌としては最初の物であるが、広義の意味では同じ一高の「花は櫻木」が先である。正式名称は、寄宿寮寮歌。

## 基本データ
- 成立年: 明治25年 （1892年）
- 作詞者: 落合直文
- 作曲者: 「月と花とは昔より」の譜。ただしこの譜自体が不明である。翌年別の譜が作られるがこちらも不明。

著作権は失効。

## 内容
美文調の歌詞であるが、歌詞の中に一高、あるいは寮を想像させるくだりがわずか一ヶ所しかなく、おそらくあまり歌われなかったろうと推測される。